# 児島洋紙
児島洋紙株式会社（こじまようし）は、福岡市博多区中洲中島町に本社を置く紙類の販売を行う企業である。

## 概要
1648年（慶安元年）創業の香具屋を前身とする老舗である。本社の所在地は、中洲の昭和通り沿いであり、第二次世界大戦前の福岡の中心部である。
また、福岡市東区箱崎にデポを有するとともに、北九州、長崎、鹿児島に営業所、東京に東京事業部を有する。
本社屋は、建築家天野太郎の作品で、1956年（昭和31年）7月に竣工した。かつて天野が師事したフランク・ロイド・ライトの影響を強く受けて、水平性を強調したレンガ仕上げのデザインに仕上がっている。現在は福岡の中心街を象徴するランドマークとなっている。
洋画家の児島善三郎は、第9代当主児島善一郎の長男。
建築家の手塚貴晴は、第10代当主児島善一郎の孫。

## 沿革
- 1648年（慶安元年） - 香具屋創業。
- 1926年（昭和元年） - 合名会社児島洋紙店設立。
- 1955年（昭和30年） - 株式会社児島洋紙店に組織変更。
- 1989年（平成元年） - 児島洋紙株式会社に組織変更。